# Altissimo
Altissimo és un municipi italià, dins de la província de Vicenza. L'any 2007 tenia 2.321 habitants. Limita amb els municipis de Brogliano, Crespadoro, Nogarole Vicentino, Recoaro Terme, San Pietro Mussolino, Valdagno i Vestenanova (VR).

## Administració
| Període | Identitat          | Partit        |
| ------- | ------------------ | ------------- |
| 2004-   | Liliana Monchelato | Llista cívica |